# 新海流
新海流（しんかいりゅう）とは、樋口南海が開いた柔術の流派である。
京都で学ばれていた。

## 歴史
江戸時代に樋口南海が開いた武術である。京都で学ばれていた。
明治時代に京都の大日本武徳会で植村荘造と水谷芳太郎が新海流の形を演武している。

## 内容
柔術・棒術・剣術・居合術からなる。
剣術は疋田豊五郎が伝えた新陰流に近い体系となっており、三学・連術（猿飛）・八組・中極意などが共通している。
柔術
表
行違、諸手返、裙捕、翠簾窬、関揵、瀧落、車投、非人捕、大酒捕、突廻、衣被、出合詰
居捕
使者捕、小手捕、片胸捕、両胸捕、捨身捕、飄捕、雁金捕、飛込捕、三所詰
裏
小手捌、両小手捌、片胸捕、両胸捕、唯搦、腰搦、折落、四手投、五輪碎、錣捕、御所車、二人捕
（口伝）
影二十四ヶ條、大裏二十四ヶ条、本手真襟締
手綱乱曲、首詰搦、出合搦、向喉責、向矢筈、月見捕
極術
圓槌
小帯、當所、當戻
棒術
表
裏
奥儀秘伝
四方脳碎棒、八方車輪棒、天地生之棒
剣術
居合
小手落、席融、飛足、龍橋、輪剣、陰勢、陽勢、前後、左右、遠飛、遠懐、十文字
三学
覧向、松風、花車、徹體、長短
連術
八組
花鳥、海月、虎乱、飛龍、臥龍、小結、大結
中極意
心得之大事
奥儀極秘伝
大圓鏡知、摩風利剣、真神妙剣